# بخش پیرسهراب
بخش پیرسهراب، یکی از بخش‌های شهرستان چابهار در استان سیستان و بلوچستان ایران است. مرکز این بخش، روستای پیرسهراب است.

## تقسیمات کشوری
- بخش پیرسهراب
  - دهستان پیرسهراب
  - دهستان بجاربازار

## جمعیت
بر پایه سرشماری عمومی نفوس و مسکن در سال ۱۳۹۵، جمعیت بخش پیرسهراب برابر با ۲۵٬۲۶۵ نفر بوده‌است.